# Волков Захар Володимирович
Захар Володимирович Волков (біл. Захар Уладзіміравіч Волкаў, нар. 12 квітня 1997, Вітебськ, Білорусь) — білоруський футболіст, півзахисник клубу БАТЕ та збірної Білорусі.

## Клубна кар'єра
Вихованець вітебського футболу, футбольну кар'єру розпочав 2014 року за фарм-клуб «Вітебськ-2». Вже влітку того ж року переведений у першу команду, у складі якого дебютував 25 жовтня в поєдинку проти «Зірки-БДУ» (3:1), вийшовши на поле наприкінці матчу. По завершенні сезону «Вітебськ» повернув собі місце у Вищій лізі, а Захар продовжив виступати за дублюючий склад команди.
У липні 2016 року відправився в оренду до клубу «Орша», де став гравцем основи. Воршинському клубі перекваліфікувався з опорного півзахисника а захисника. По завершенні сезону повернувся до «Вітебська». Разом з вітебською командою розпочав підготовку до сезону 2017 року, але в березні відправився в оренду в «Нафтан». 1 квітня 2017 року дебютував у Вищій лізі, вийшовши на заміну у другому таймі проти «Слуцька» (0:1). Згодом став основним центральним захисником новополовчан, але по завершенні сезону 2017 року «Нафтан» втратив місце у Вищій лізі.
У січні 2017 року підписав контракт з БАТЕ. Швидко закріпився у стартовому складі команди. У липні 2018 року отримав травму, через що втратив місце в основному складі, проте відновився й у листопаді повернув своє місце в основі. У першій частині сезону 2019 року продовжував бути основним гравцем, після чого став гравцем ротації. У листопаді 2019 року продовжив контракт з БАТЕ.

## Кар'єра в збірній
11 листопада 2016 року дебютував у молодіжній збірній Білорусі у товариському матчі зі збірною України. У липні 2017 року грав за другу збірну Білорусі на Кубку короля Таїланду.
З 2018 року викликався на тренувальні збори збірної Білорусі. Дебютував за національну команду 9 вересня 2019 року в товариському матчі проти Уельсу (0:1).

## Статистика виступів

### Клубна
| Сезон    | Дивізіон | Клуб         | Країна   | Матчі | Голи |
| -------- | -------- | ------------ | -------- | ----- | ---- |
| 2014 (1) | Д3       | «Вітебськ-2» | Білорусь | 7     | 0    |
| 2014 (2) | Д2       | «Вітебськ»   | Білорусь | 2     | 0    |
| 2015     | дубль    | «Вітебськ»   | Білорусь | 23    | 4    |
| 2016 (1) | дубль    | «Вітебськ»   | Білорусь | 14    | 2    |
| 2016 (2) | Д2       | «Орша»       | Білорусь | 14    | 0    |
| 2017     | Д1       | «Нафтан»     | Білорусь | 26    | 4    |
| 2018     | Д1       | БАТЕ         | Білорусь | 18    | 1    |
| 2019     | Д1       | БАТЕ         | Білорусь | 22    | 1    |

## Досягнення

### Клубні
БАТЕ
- Білоруська футбольна вища ліга
  -  Чемпіон (1): 2018
  -  Срібний призер (1): 2019

- Кубок Білорусі
  -  Володар (2): 2020, 2021
  -  Фіналіст (1): 2018

- Суперкубок Білорусі
  -  Фіналіст (2): 2019, 2020

### Індивідуальні
БАТЕ
- У списку 22-х найкращих футболістів чемпіонату Білорусі (1): 2019